# Burning Rain (album)
Burning Rain è il primo album in studio dei Burning Rain, pubblicato nel 1999 per l'etichetta discografica Pony Canyon.

## Tracce
1. Smooth Locomotion – 2:58
2. Superstar Train – 4:02
3. Jungle Queen – 4:06
4. Making My Heart Beat – 5:35
5. Fool No More – 3:48
6. Cherry Grove – 4:02
7. Can't Cure The Fire – 3:31
8. Can't Turn Your Back On Love – 4:26
9. Heaven's Garden – 4:37
10. Tokyo Rising – 3:34
11. Seasons Of Autumn – 4:32

## Formazione
- Keith St.John - voce
- Doug Aldrich - chitarra
- Ian Mayo - basso
- Alex Makarovich - batteria